# Cryptocarya tannaensis
Cryptocarya tannaensis là loài thực vật có hoa trong họ Nguyệt quế. Loài này được Guillaumin miêu tả khoa học đầu tiên năm 1933.